# Rhagium elmaliense
Rhagium elmaliense är en skalbaggsart som beskrevs av Schmid 1999. Rhagium elmaliense ingår i släktet Rhagium och familjen långhorningar. Inga underarter finns listade i Catalogue of Life.